# Jackie Stewart
Sir John Young Stewart (známý spíše jako Jackie Stewart, * 11. června 1939 Milton) je bývalý skotský pilot Formule 1, trojnásobný mistr světa z let 1969, 1971, 1973 a také spoluzakladatel týmu Stewart Grand Prix . Přezdívalo se mu „Létající Skot“. Závodit přestal po tragické smrti svého kamaráda Françoise Ceverta. Po skončení závodní kariéry se věnuje prosazování větší bezpečnosti na okruzích F1. V roce 2009 se umístil na pátém místě v padesátce nejlepších jezdců historie Formule 1 od novináře Kevina Easona, který o něm napsal: „On se neukázal pouze jako skvělý jezdec, ale také jako jedna z největších postav motosportu.“ Je nejstarším žijícím mistrem světa.

## Formule 1
- 1965 BRM – 3. místo, 33 bodů
- 1966 BRM – 7. místo, 14 bodů
- 1967 BRM – 9. místo, 10 bodů
- 1968 Matra – 2. místo, 36 bodů
- 1969 Matra – mistr světa, 63 bodů
- 1970 March – 6. místo, 25 bodů
- 1971 Tyrrell – mistr světa, 62 bodů
- 1972 Tyrrell – 2. místo, 45 bodů
- 1973 Tyrrell – mistr světa, 71 bodů